# Fly Away (TRICERATOPSの曲)
「Fly Away 」（フライ・アウェイ）は、日本のロックバンド、TRICERATOPSの16thシングル。2002年7月31日 、ビクターエンタテインメントよりリリース。 

## 内容
- 前作より2ヶ月ぶりのリリース。
- カップリングには、ドラムの吉田が初めて作曲に携わった楽曲と、ベースの林が作詞と作曲とヴォーカルを担当した楽曲が収録されている。

## 収録曲
1. Fly Away (5:20)
（作詞・作曲：和田唱　編曲：TRICERATOPS）
NHK「ポップジャム」エンディングテーマ
2. Standing In The Shadow (3:34)
（作詞：和田唱　作曲：和田唱/吉田佳史　編曲：TRICERATOPS）
吉田が初めて作曲に携わった楽曲。
3. Anywhere (5:03)
（作詞・作曲：林幸治　編曲：TRICERATOPS）
アルバム「KING OF THE JUNGLE」収録の「Listen」に続く、林による楽曲。ヴォーカルは林がとっている。現時点でアルバム未収録である。